# Lijst van rijksmonumenten in Midden-Drenthe

De gemeente Midden-Drenthe

De gemeente Midden-Drenthe telt 65 inschrijvingen in het rijksmonumentenregister. Hieronder een overzicht. Voor een overzicht van beschikbare afbeeldingen zie de categorie Rijksmonumenten in Midden-Drenthe op Wikimedia Commons.

## Beilen
De plaats Beilen telt 5 inschrijvingen in het rijksmonumentenregister.
| Object                                       | Oorspronkelijke functie?  | Bouwjaar                                                                  | Architect                                           | Locatie                 | Coördinaten?                  | Nr.?   | Afbeelding                                   |
| -------------------------------------------- | ------------------------- | ------------------------------------------------------------------------- | --------------------------------------------------- | ----------------------- | ----------------------------- | ------ | -------------------------------------------- |
| Molen van Makkum                             | Industrie- en poldermolen | 1906 1944 (herst.) 1961-'74 (rest.) 1997 (rest.)                          | Wiertsema (1944) Doornbosch en Schuitema (1961-'74) | Makkum 38               | 52° 50' 47" NB, 6° 31' 54" OL | 8889   | Meer afbeeldingen                            |
| Stefanuskerk (Beilen)                        | Kerk en kerkonderdeel     | eind 14e of begin 15e eeuw na 1607 (herst.) 1937-'38 (rest.) 1990 (rest.) | J. Boelens (1937-'38) S. Deinum (1990)              | Prins Bernhardstraat 12 | 52° 51' 29" NB, 6° 30' 58" OL | 8890   | Meer afbeeldingen                            |
| Huize Duizendschoon                          | Woonhuis                  | ca. 1875 verm. ca. 1890 (uitbr.) 1910 (dakkapel)                          |                                                     | Kruisstraat 6           | 52° 51' 32" NB, 6° 31' 1" OL  | 468613 | Huize Duizendschoon                          |
| Winkel/woonhuis in Interbellumstijl          | Werk-woonhuis             | ca. 1930                                                                  |                                                     | Julianastraat 28        | 52° 51' 29" NB, 6° 31' 8" OL  | 468614 | Winkel/woonhuis in Interbellumstijl          |
| Boerderij in ambachtelijk-traditionele stijl | Boerderij                 | ca. 1870                                                                  |                                                     | Terhorst 7              | 52° 50' 35" NB, 6° 30' 27" OL | 468615 | Boerderij in ambachtelijk-traditionele stijl |

## Bovensmilde
De plaats Bovensmilde telt 2 inschrijvingen in het rijksmonumentenregister.
| Object             | Oorspronkelijke functie? | Bouwjaar                                     | Architect          | Locatie      | Coördinaten?                  | Nr.?   | Afbeelding        |
| ------------------ | ------------------------ | -------------------------------------------- | ------------------ | ------------ | ----------------------------- | ------ | ----------------- |
| Hervormde kerk     | Kerk en kerkonderdeel    | 1868-'69 1902 (consistorie) 1975-'76 (rest.) |                    | Hoofdweg 186 | 52° 58' 51" NB, 6° 28' 48" OL | 482941 | Meer afbeeldingen |
| Hervormde pastorie | Kerkelijke dienstwoning  | 1862 1975 (rest.)                            | P. de Groot (1975) | Hoofdweg 185 | 52° 58' 50" NB, 6° 28' 46" OL | 482949 | Meer afbeeldingen |

## Bruntinge
De plaats Bruntinge telt 2 inschrijvingen in het rijksmonumentenregister.
| Object                                                                                   | Oorspronkelijke functie? | Bouwjaar          | Architect | Locatie           | Coördinaten?                  | Nr.?  | Afbeelding        |
| ---------------------------------------------------------------------------------------- | ------------------------ | ----------------- | --------- | ----------------- | ----------------------------- | ----- | ----------------- |
| Boerderij onder hoog rieten schilddak met achterbaander en bijschuur                     | Boerderij                | waarsch. 17e eeuw |           | Hoogeveenseweg 19 | 52° 48' 60" NB, 6° 34' 55" OL | 38747 | Meer afbeeldingen |
| Boerderij met woonhuis en stal onder hoog rieten schilddak, achterbaander en wagenschuur | Boerderij                | ca. 1800          |           | Hoogeveenseweg 21 | 52° 48' 58" NB, 6° 34' 56" OL | 38748 | Meer afbeeldingen |

## Elp
De plaats Elp telt 3 inschrijvingen in het rijksmonumentenregister.
| Object                                                                           | Oorspronkelijke functie? | Bouwjaar                                                          | Architect                                                     | Locatie         | Coördinaten?                  | Nr.?   | Afbeelding        |
| -------------------------------------------------------------------------------- | ------------------------ | ----------------------------------------------------------------- | ------------------------------------------------------------- | --------------- | ----------------------------- | ------ | ----------------- |
| Boerderij met achterbaander, underschoer en aangebouwde houten bijschuur         | Boerderij                | oorspr. 18e eeuw                                                  |                                                               | Hogebrinksweg 1 | 52° 52' 50" NB, 6° 38' 37" OL | 38749  | Meer afbeeldingen |
| Boerderij met achterbaander en underschoer waarboven met heide bekleed dakschild | Boerderij                | 18e eeuw                                                          |                                                               | Hogebrinksweg 3 | 52° 52' 51" NB, 6° 38' 36" OL | 38750  | Meer afbeeldingen |
| De Zandhof (De Steinborg)                                                        | Kasteel, buitenplaats    | 1908 ca. 1909 (tuin) 1917 (uitbr.) 1965 (uitbr.) 1990-'91 (verb.) | L.A. Roessingh J. Boelens (1965) (uitv.) A. Bakema (1990-'91) | Smalbroeksweg 3 | 52° 53' 5" NB, 6° 38' 27" OL  | 478223 | Meer afbeeldingen |

## Eursinge
De plaats Eursinge telt 3 inschrijvingen in het rijksmonumentenregister.
| Object                                                         | Oorspronkelijke functie? | Bouwjaar                  | Architect | Locatie           | Coördinaten?                  | Nr.?   | Afbeelding        |
| -------------------------------------------------------------- | ------------------------ | ------------------------- | --------- | ----------------- | ----------------------------- | ------ | ----------------- |
| Hallenhuisboerderij in ambachtelijke stijl met versprongen kap | Boerderij                | 1736 1975-'80 (rest.)     |           | De Vledders 8     | 52° 50' 12" NB, 6° 36' 39" OL | 478326 | Meer afbeeldingen |
| Hallenhuisboerderij in ambachtelijke stijl                     | Boerderij                | 18e eeuw ca. 1890 (verb.) |           | De Vledders 6     | 52° 50' 12" NB, 6° 36' 38" OL | 479648 | Meer afbeeldingen |
| Schaapskooi in ambachtelijke stijl                             | Boerderij                |                           |           | bij De Vledders 6 | 52° 50' 12" NB, 6° 36' 38" OL | 479649 | Upload foto       |

## Hoogersmilde
De plaats Hoogersmilde telt 1 inschrijving in het rijksmonumentenregister.
| Object         | Oorspronkelijke functie? | Bouwjaar | Architect | Locatie      | Coördinaten?                  | Nr.?   | Afbeelding        |
| -------------- | ------------------------ | -------- | --------- | ------------ | ----------------------------- | ------ | ----------------- |
| Hervormde kerk | Kerk en kerkonderdeel    | 1845     |           | Rijksweg 178 | 52° 54' 26" NB, 6° 23' 54" OL | 482947 | Meer afbeeldingen |

## Hooghalen
De plaats Hooghalen telt 5 inschrijvingen in het rijksmonumentenregister.
| Object                 | Oorspronkelijke functie?  | Bouwjaar                    | Architect   | Locatie             | Coördinaten?                  | Nr.?   | Afbeelding        |
| ---------------------- | ------------------------- | --------------------------- | ----------- | ------------------- | ----------------------------- | ------ | ----------------- |
| 't Oal Hoes            | Boerderij                 | 1700-1750 19e eeuw (uitbr.) |             | Boermarkeweg 11     | 52° 55' 18" NB, 6° 31' 47" OL | 468611 | Meer afbeeldingen |
| 't Oal Hoes, bijschuur | Boerderij                 |                             |             | bij Boermarkeweg 11 | 52° 55' 18" NB, 6° 31' 47" OL | 468612 | Meer afbeeldingen |
| Dennenrode, landhuis   | Kasteel, buitenplaats     | 1922                        | M. Brinkman | Zwiggelterweg 4     | 52° 53' 57" NB, 6° 32' 47" OL | 468617 | Meer afbeeldingen |
| Dennenrode, garage     | Bijgebouwen kastelen enz. | 1922                        | M. Brinkman | bij Zwiggelterweg 4 | 52° 53' 57" NB, 6° 32' 47" OL | 468618 | Upload foto       |
| Dennenrode, schuur     | Bijgebouwen kastelen enz. | 1922                        | M. Brinkman | bij Zwiggelterweg 4 | 52° 53' 57" NB, 6° 32' 47" OL | 468619 | Upload foto       |

## Orvelte
De plaats Orvelte telt 22 inschrijvingen in het rijksmonumentenregister. Zie de Lijst van rijksmonumenten in Orvelte voor een overzicht.

## Smilde
De plaats Smilde telt 7 inschrijvingen in het rijksmonumentenregister.
| Object                                                     | Oorspronkelijke functie? | Bouwjaar                                              | Architect                                                                                        | Locatie         | Coördinaten?                  | Nr.?   | Afbeelding                                                |
| ---------------------------------------------------------- | ------------------------ | ----------------------------------------------------- | ------------------------------------------------------------------------------------------------ | --------------- | ----------------------------- | ------ | --------------------------------------------------------- |
| Hervormde kerk                                             | Kerk en kerkonderdeel    | 1780-'88 1963 (rest.)                                 | A.M. Sorg                                                                                        | Veenhoopsweg 13 | 52° 56' 58" NB, 6° 26' 47" OL | 34003  | Meer afbeeldingen                                         |
| Assenrode (met graftombe van de familie Rebenscheidt)      | Boerderij                | ca. 1770 ca. 1860 (schuur)                            |                                                                                                  | Tramweg 14      | 52° 57' 0" NB, 6° 26' 41" OL  | 34004  | Meer afbeeldingen                                         |
| Villa Maria (1931-1998: gemeentehuis)                      | Woonhuis                 | 1893 1931 (verb.) 1953-1961 (verb.) 1988-'89 (uitbr.) | P.J. Kramer J.D. Nieman en S.F. Steeneken (1953-1961) J.H. Wouda en J. van der Schaaf (1988-'89) | Hoofdweg 24     | 52° 57' 12" NB, 6° 27' 2" OL  | 482942 | Villa Maria(1931-1998: gemeentehuis)                      |
| Haegenaarskamp                                             | Kasteel, buitenplaats    | 1912-'13                                              | S. de Clercq                                                                                     | Elzenlaan 11    | 52° 56' 35" NB, 6° 26' 32" OL | 482943 | Haegenaarskamp                                            |
| Woonhuis in eclectische stijl                              | Woonhuis                 | 1907 1925 (serre) 1992-'93 (schuur)                   | R. Offringa                                                                                      | Vaartweg 5      | 52° 56' 24" NB, 6° 26' 9" OL  | 482944 | Woonhuis in eclectische stijl                             |
| Villa in eclectische stijl (tot 1931: burgemeesterswoning) | Woonhuis                 | 1903                                                  |                                                                                                  | Tramweg 65      | 52° 56' 42" NB, 6° 26' 23" OL | 482945 | Villa in eclectische stijl(tot 1931: burgemeesterswoning) |
| Kop-rompboerderij in Hollandse neo-renaissancestijl        | Boerderij                | 1905                                                  |                                                                                                  | Tramweg 71      | 52° 56' 39" NB, 6° 26' 21" OL | 482946 | Kop-rompboerderij in Hollandse neo-renaissancestijl       |

## Westerbork
De plaats Westerbork telt 6 inschrijvingen in het rijksmonumentenregister.
| Object                                                                    | Oorspronkelijke functie?  | Bouwjaar                                                                                              | Architect                     | Locatie         | Coördinaten?                  | Nr.?   | Afbeelding        |
| ------------------------------------------------------------------------- | ------------------------- | --- | ----------------------------- | --------------- | ----------------------------- | ------ | ----------------- |
| Hervormde kerk (Stefanuskerk)                                             | Kerk en kerkonderdeel     | begin 15e eeuw (schip, koor) 1808, 1859 en 1884 (herst.) 1935 (rest.) 1985 (rest.) 1995 (consistorie) | H.M. Hulsbergen (1935)        | Hoofdstraat 12  | 52° 51' 2" NB, 6° 36' 33" OL  | 38743  | Meer afbeeldingen |
| Hervormde kerk, toren                                                     | Kerk en kerkonderdeel     | 13e eeuw waarsch. 1778 (verh.) verm. 1884 (spits)                                                     |                               | Hoofdstraat 12  | 52° 51' 2" NB, 6° 36' 33" OL  | 38744  | Meer afbeeldingen |
| Boerderij onder met riet en pannen gedekt wolfsdak, thans een bibliotheek | Boerderij                 | 1800-1850                                                                                             |                               | Zuidbrink 13    | 52° 50' 54" NB, 6° 36' 38" OL | 38746  | Meer afbeeldingen |
| Boerderij met zij- en achterbaander onder rieten wolfsdak                 | Boerderij                 | 19e eeuw                                                                                              |                               | Zandhoeklaan 23 | 52° 51' 6" NB, 6° 36' 48" OL  | 47005  | Meer afbeeldingen |
| Boerderij met zijbaander, schuur en kleine muur                           | Boerderij                 | mog. vroeg-19e-eeuws (schuur) 19e eeuw (boerderij)                                                    |                               | Oosteinde 8     | 52° 50' 54" NB, 6° 37' 2" OL  | 350751 | Meer afbeeldingen |
| Cloenstee (1927-1998: gemeentehuis)                                       | Bestuursgebouw en onderdl | 1927 1969 (uitbr.)                                                                                    | J. Boelens H. Morshuis (1969) | Hoofdstraat 16  | 52° 51' 2" NB, 6° 36' 37" OL  | 478332 | Meer afbeeldingen |

## Zwiggelte
De plaats Zwiggelte telt 9 inschrijvingen in het rijksmonumentenregister. Zie de Lijst van rijksmonumenten in Zwiggelte voor een overzicht.
Aa en Hunze ·
Assen ·
Borger-Odoorn ·
Coevorden ·
De Wolden ·
Emmen ·
Hoogeveen ·
Meppel ·
Midden-Drenthe ·
Noordenveld ·
Tynaarlo ·
Westerveld